# Victor Bernard Derrecagaix
Victor-Bernard Derrécagaix, francoski general, vojaški teoretik in vojaški zgodovinar, * 1833, † 1915.
1. ↑  podatkovna baza Léonore — ministère de la Culture.
2. ↑  podatkovna baza Léonore — ministère de la Culture. — P. 1.
3. ↑  data.bnf.fr: platforma za odprte podatke — 2011.